# Independencia, Misantla
Independencia är en ort i Mexiko.   Den ligger i kommunen Misantla och delstaten Veracruz, i den sydöstra delen av landet, 240 km öster om huvudstaden Mexico City. Independencia ligger 846 meter över havet och antalet invånare är 201.
Terrängen runt Independencia är bergig söderut, men norrut är den kuperad. Terrängen runt Independencia sluttar norrut. Runt Independencia är det ganska tätbefolkat, med 111 invånare per kvadratkilometer. Närmaste större samhälle är Misantla, 11,2 km nordost om Independencia. I omgivningarna runt Independencia växer i huvudsak städsegrön lövskog.